# Dorfkirche Zeutsch

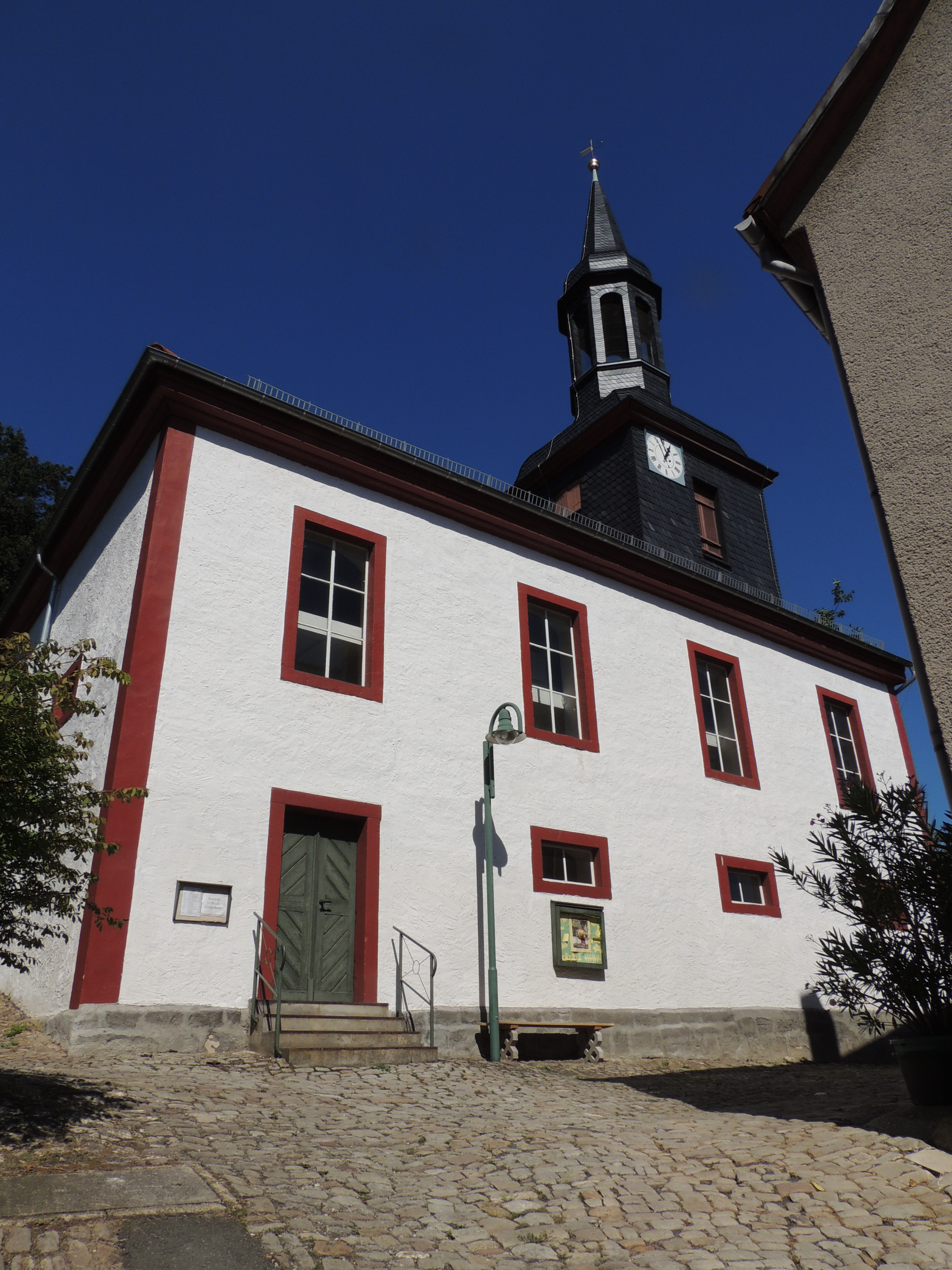
Die Kirche

Die evangelische Dorfkirche Zeutsch steht an einem nach Süden geneigten Berghang im Ortsteil Zeutsch der Gemeinde Uhlstädt-Kirchhasel im Landkreis Saalfeld-Rudolstadt in Thüringen.

## Geschichte
Eine Kirche wurde 1194 erstmals urkundlich erwähnt. Aus dieser Zeit ist aber am heutigen Kirchenbau fast nichts zu erkennen. Nur die Steinquader des Sockels weisen auf ältere Kirchen- oder Kapellensteine hin. Der rechteckige Bau mit großen und kleinen Öffnungen sowie den beiden spitzbogigen Fenstern auf der Ostseite lässt mehr auf das späte 19. Jahrhundert schließen.
Der in den Jahren von 1744 bis 1749 aufgesetzte Dachreiter mit Schweifkuppel und Laterne weist aber auf eine frühere Bauzeit, in der auch der barocke Umbau des Innenraumes erfolgte, der am 24. Juni 1749 durch die Kirchweihe abgeschlossen wurde. Die Stützen der doppelten Emporen tragen das Dach. Auf der Ostempore steht der Kanzelaltar.
1766 wurde die Orgel auf der unteren Empore eingebaut.
Heute fehlt der 1766 gestiftete Taufständer mit einer knienden Engelsfigur. Er soll im Kunstmagazin zu Arnstadt eingelagert worden sein.
1810 wurde der Kirchenraum im Stil des Zeitgeschmacks umgestaltet. Die Ostfenster wurden farbig verglast, die Kanzel mit Spitzbögen am Kanzelkorb versehen, und die Taufe und das Lesepult und anderes umgebaut. Neben den Sitzplätzen für die Gemeinde sind auch Patronatslogen eingebaut.
Eine Innenrenovierung erfolgte 1977. Außen wurde 2003 renoviert. Von 2008 bis 2011 wurden der Kirchturm und das Dach des Kirchenschiffs saniert. Die Restaurierung des Innenraums folgte im Jahr 2017. Die Orgel aus dem Jahr 1766 von Christian Sigismund Voigt wurde von 2015 bis 2019 von Orgelbau Waltershausen restauriert. Von 2016 bis 2017 erfolgte die komplette Innensanierung der Kirche. Am 19. Mai 2019 wurde die Restaurierung der Orgel abgeschlossen. Die Einweihung der Orgel erfolgte am 25. Dezember 2020. Gleichzeitig erfolgte die feierliche Übergabe des restaurierten Taufengels.